# Atomphysik
Die Atomphysik ist ein Teilgebiet der Physik, das sich – im weiteren Sinne – mit dem Aufbau der Atome aus Atomkern und Elektronenhülle befasst sowie mit deren Wechselwirkungen.
Im heutigen wissenschaftlichen Sprachgebrauch umfasst der Begriff meist nur noch die Untersuchung von Struktur und Reaktionsweisen der Atomhülle, während die Erforschung des Atomkerns – die Kernphysik – nicht mehr zur Atomphysik gerechnet wird. Umgangssprachlich und journalistisch wird die Kernphysik nach wie vor oft zur Atomphysik gerechnet oder die beiden Disziplinen miteinander verwechselt.

## Gegenstand
Die Atomphysik untersucht die Atomhülle und die in ihr ablaufenden Vorgänge, unter anderem die Verteilung der Elektronen auf die quantenmechanischen Energieniveaus. Damit beschreibt sie die beobachteten Spektrallinien der Atome und den Aufbau des Periodensystems der Elemente. Die Atomphysik behandelt die Wechselwirkung der Atome und Ionen mit anderen Atomen oder Ionen – und somit die Formen der chemischen Bindung – sowie mit Festkörpern, mit elektromagnetischer Strahlung und Teilchenstrahlung, mit elektrischen und magnetischen Feldern.
Die Kernphysik entstand als Teilgebiet der Atomphysik und wurde bis etwa in die 1950er zu ihr gerechnet. Im heutigen Sprachgebrauch betrachtet die Atomphysik den Atomkern meist nur in seiner Funktion als Baustein des Atoms, während die davon unabhängige Kernphysik sich mit dem Atomkern selber, seinem Aufbau und seinen Reaktionen beschäftigt.

## Geschichte
Die Idee, dass alle Materie aus kleinsten Teilchen, den Atomen, zusammengesetzt sei, ist bereits in der Naturphilosophie der Antike zu finden, etwa bei Leukipp und seinem Schüler Demokrit. Empirisch untermauert wurde sie aber erst im 19. Jahrhundert durch Untersuchungen von John Dalton, Joseph Louis Gay-Lussac und Ludwig Boltzmann. Mit der Entwicklung der Spektroskopie kam die Frage nach einer inneren Struktur und Dynamik der Atome auf. Diese führte schließlich zur Entwicklung der Quantenmechanik, da die klassische Physik hier vollständig versagte.

## Moderne Atomphysik
Das wichtigste Forschungsgebiet der heutigen Atomphysik ist die Quantenoptik. Häufig wird inzwischen nur noch dieser Begriff genannt, um die Verwechslungsgefahr der Atom- mit der Kernphysik zu vermeiden. Die Quantenoptik beschäftigt sich unter anderem mit Präzisionsmessungen atomarer Energieniveaus, woraus sich Naturkonstanten mit hoher Genauigkeit bestimmen und fundamentale Theorien testen lassen. Durch Untersuchungen an exotischen Atomen lassen sich Fragestellungen der Kern- und Elementarteilchenphysik mit Methoden der Atomphysik angehen. Mit ultrakurzen Lichtpulsen versucht man die dynamischen Vorgänge in der Elektronenhülle direkt zu beobachten. In Ionenfallen können einzelne ionisierte Atome über lange Zeit gefangen und mit höchster Präzision untersucht werden. Die Entwicklung der Laserkühlung und der magneto-optischen Falle (MOT) haben Untersuchungen an ultrakalten Gasen und Bose-Einstein-Kondensaten, aber auch an extrem seltenen Isotopen möglich gemacht.
Die Atomphysik hat eine Vielzahl von Anwendungen hervorgebracht, darunter den Laser oder die Atomuhr. Untersuchungsmethoden, die ursprünglich für atomphysikalische Experimente entwickelt wurden, haben heute einen weit darüber hinausgehenden Anwendungsbereich  gefunden, wie beispielsweise die Kernspinresonanz in der medizinischen Bildgebung, die Absorptions- und Emissionsspektroskopie in der chemischen Analytik, oder die Photoelektronenspektroskopie in der Materialwissenschaft.

### Moderne Werke
- Hermann Haken, Hans Christoph Wolf: Atom- und Quantenphysik (= Springer-Lehrbuch). Springer Berlin Heidelberg, Berlin, Heidelberg 2004, ISBN 978-3-642-62142-0, doi:10.1007/978-3-642-18519-9.
- Klaus Bethge, Gernot Gruber, Thomas Stöhlker: Physik der Atome und Moleküle: Eine Einführung. 2., erw. und überarb.  Auflage. WILEY-VCH, Weinheim 2004, ISBN 3-527-40463-5.
- Wolfgang Demtröder: Atoms, Molecules and Photons: An Introduction to Atomic-, Molecular- and Quantum Physics (= Graduate Texts in Physics). Springer Berlin Heidelberg, Berlin Heidelberg 2018, ISBN 978-3-662-55521-7, doi:10.1007/978-3-662-55523-1 (englisch).
- Harald Friedrich: Theoretical Atomic Physics (= Graduate Texts in Physics). Springer International Publishing, Cham 2017, ISBN 978-3-319-47767-1, doi:10.1007/978-3-319-47769-5 (englisch).

### Historisch/Klassiker
- Max Born: The Mechanics of the Atom. G. Bell and Sons, London 1927 (englisch, archive.org).
- Karl Bechert, Christian Gerthsen: Atomphysik. de Gruyter, Berlin 1929.
- Walter Weizel: Elektronen, Atome, Moleküle. Volk u. Wissen Verl., Berlin, Leipzig 1949.
- John C. Slater: Quantum Theory of Atomic Structure – Volume I (= International Series in Pure and Applied Physics). McGraw-Hill Book Company, 1960 (englisch, archive.org).
- John C. Slater: Quantum Theory of Atomic Structure – Volume II (= International Series in Pure and Applied Physics). McGraw-Hill Book Company, 1960 (englisch, archive.org).
- Wolfgang Finkelnburg: Einführung in die Atomphysik. Springer Berlin Heidelberg, Berlin, Heidelberg 1967, ISBN 978-3-662-27340-1, doi:10.1007/978-3-662-28827-6.
- E.W. Schpolski: Atomphysik I (= Hochschulbücher für Physik. Band 8). 13. Auflage. Deutscher Verlag der Wissenschaften, Berlin 1975.
- E.W. Schpolski: Atomphysik II (= Hochschulbücher für Physik. Band 9). 11. Auflage. Deutscher Verlag der Wissenschaften, Berlin 1978.
- Theo Mayer-Kuckuk: Atomphysik: Eine Einführung; mit 6 Tabellen und 1 Spektraltafel. Teubner, Stuttgart 1977, ISBN 3-519-03042-X.
- Hans A. Bethe, Edwin E. Salpeter: Quantum Mechanics of One- and Two-Electron Atoms. Springer US, Boston, MA 1977, ISBN 978-0-306-20022-9, doi:10.1007/978-1-4613-4104-8 (englisch).

### Sachbücher/Andere
- Niels Bohr: Atomphysik und menschliche Erkenntnis: Aufsätze und Vorträge aus den Jahren 1930 bis 1961. Vieweg, Braunschweig 1985, ISBN 3-528-08910-5.
- Bernhard Bröcker: DTV-Atlas Atomphysik: Mit 116 Abbildungsseiten in Farbe. 6. Auflage. Deutscher Taschenbuch Verl., München 1997, ISBN 3-423-03009-7.
- Werner Heisenberg: Der Teil und das Ganze: Gespräche im Umkreis der Atomphysik. 2. Aufl., unveränd. Taschenbuchausg. Piper, München, Zürich 1998, ISBN 3-492-22297-8.

### Zur Geschichte
Zur Geschichte der Atomphysik von 1919 bis 1965 siehe Werner Heisenberg: Der Teil und das Ganze: Gespräche im Umkreis der Atomphysik. Piper Verlag 2002 (8. Aufl.), ISBN 3492222978. Vgl. auch Arnold Flammersfeld: Probleme der heutigen Atomphysik (= Göttinger Universitätsreden. Heft 34). Vandenhoeck & Ruprecht, Göttingen/Zürich 1962. Ebenfalls gibt Steven Weinberg eine historische Einführung in seinem Foundations of Modern Physics, dort Kapitel 1 – Early Atomic Theory. (ISBN 9781108894845)